# Zichow
Zichow is een gemeente in de Duitse deelstaat Brandenburg, en maakt deel uit van de Landkreis Uckermark. Met vijf andere gemeenten maakt de gemeente deel uit van het Amt Gramzow.
Zichow telt 554 inwoners.

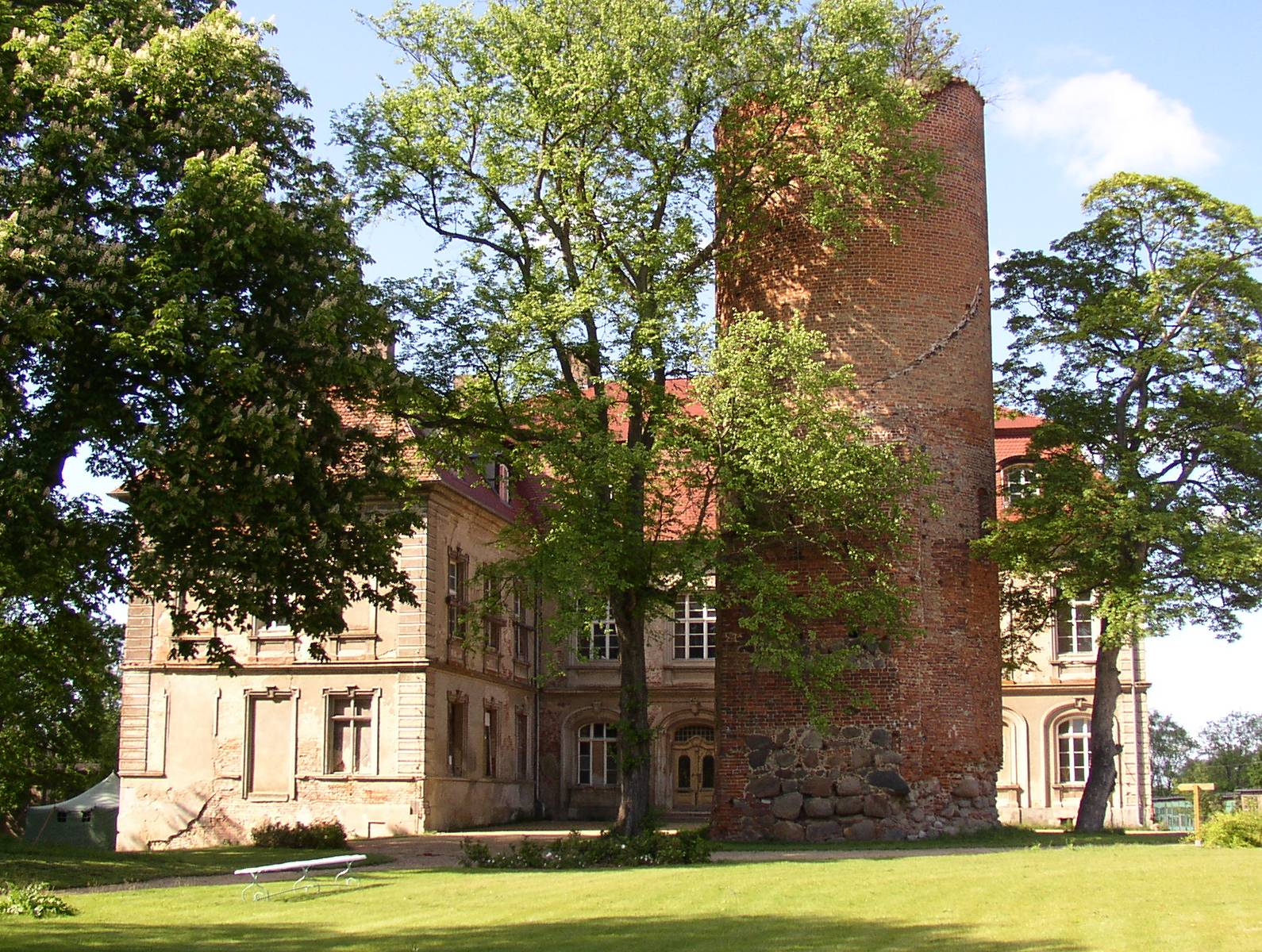
Slot
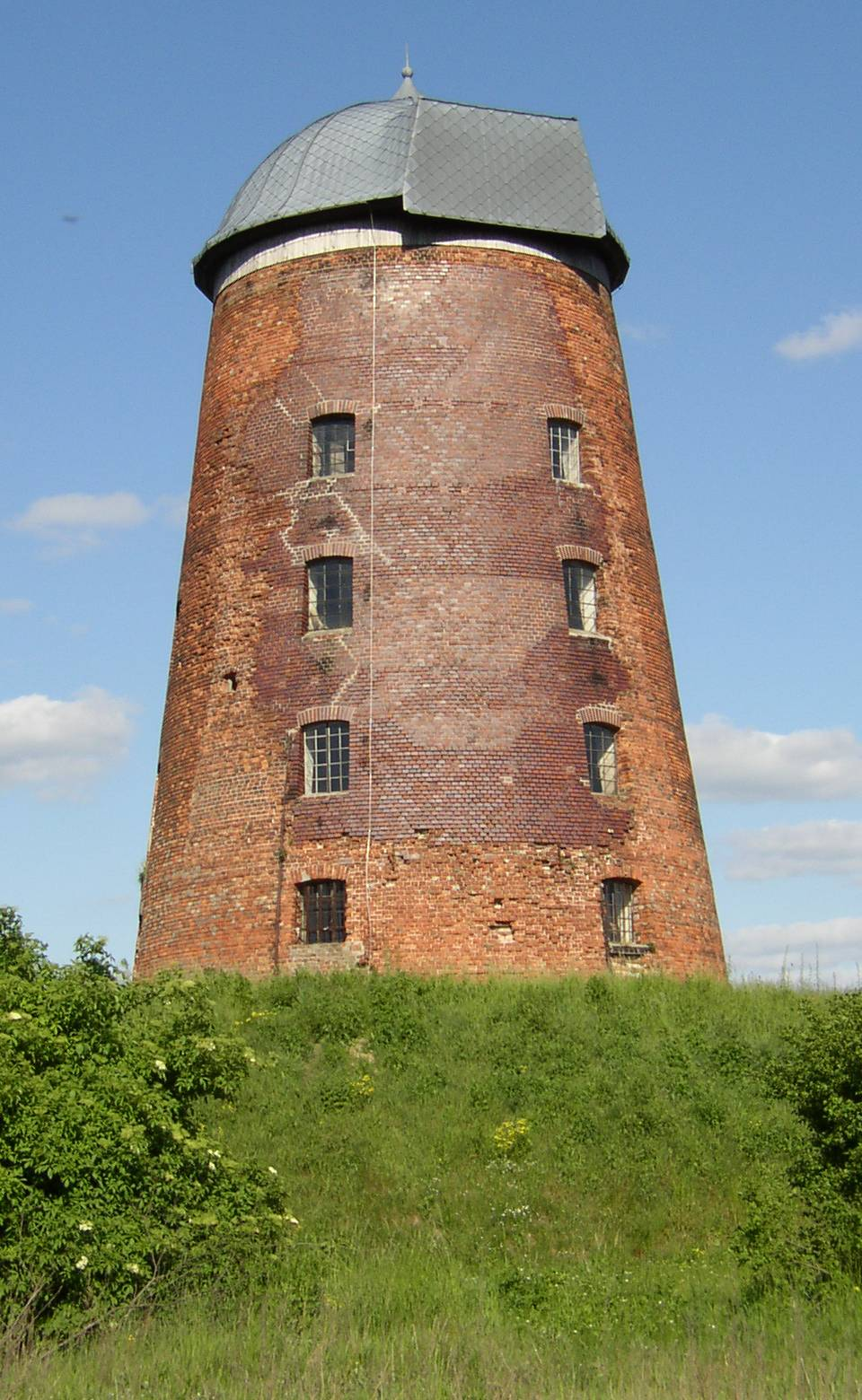
Windmolen
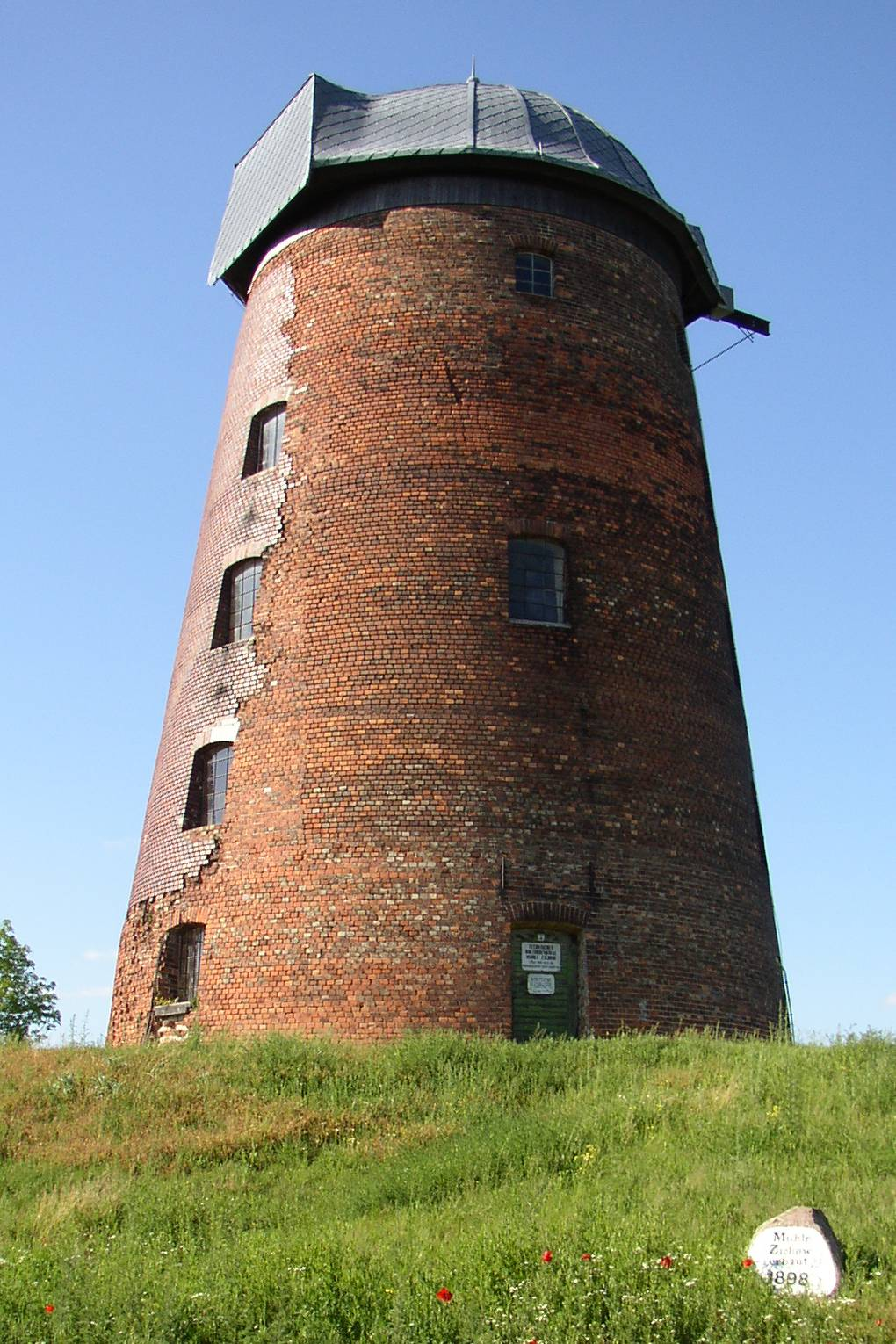